# Cuviera longiflora
Cuviera longiflora är en måreväxtart som beskrevs av William Philip Hiern. Cuviera longiflora ingår i släktet Cuviera och familjen måreväxter. Inga underarter finns listade i Catalogue of Life.